# Gemeinschaftsgrundschule Im Brömm
Die Gemeinschaftsgrundschule Im Brömm ist eine Gemeinschaftsgrundschule im nördlichen Stadtteil Scholven der Stadt Gelsenkirchen. Sie ist ein Schulungszentrum zur Lehrerfortbildung und eine Musterschule der „e-nitiative NRW“. Derzeit werden ca. 200 Schüler von 12 Lehrkräften unterrichtet.

## Geschichte
Ab 1912 wurde das Schulgebäude in zwei Bauabschnitten errichtet. Bereits 1913 konnte in dem fertiggestellten ersten Teil der Schulbetrieb aufgenommen werden. Dieses Schulgebäude beherbergte bis 1923 die Katholische Volksschule – Josefschule – System II und die Evangelische Volksschule.
Im Zweiten Weltkrieg wurde die Schule durch elf Bombentreffer schwer beschädigt. Sie war die erste Schule im Ortsteil Scholven, die zunächst in auf dem Schulhof stehenden Baracken und in notdürftig hergerichteten Klassenräumen 1945 den Unterrichtsbetrieb wiederaufnehmen konnte. Im Schulgebäude waren dann die Kath. Volksschule Ludwig von Vincke-Schule und die Evangelische Volksschule von-Vincke-Schule untergebracht. Nach und nach wurde das Gebäude weiter wiederhergestellt.
Im Jahre 1963 wurde der Schulbau bislang letztmals erweitert. Durch den neuen Anbau verfügt die Schule jetzt über eine Turnhalle, ein Lehrschwimmbecken und eine Hausmeisterwohnung.
Es erfolgte im Rahmen der großen Schulreform im Jahre 1968 die Umbenennung in Grundschule Im Brömm.

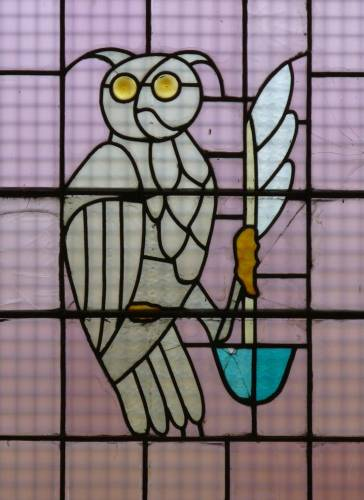
Eule auf dem Fensterbild

Seit 2001 ist die Schule auch Schulungszentrum zur Lehrerfortbildung für den Bereich aller 63 Grund-, Haupt- und Sonderschulen in Gelsenkirchen.
Seit 2001 ist die Schule auch eine Musterschule der e-nitiative NRW und verfügt in allen Klassenräumen über eine PC-Ecke mit mehreren vernetzten und internetfähigen PCs.

## Ausstattung
Neben den üblichen Klassenräumen verfügt die Schule über eine Bibliothek, eine Küche, einen Werk- und einen Musikraum. Für sportliche Aktivitäten sind eine Sporthalle, eine Schwimmhalle, ein DFB-Kleinspielfeld und eine Laufbahn mit Weitsprunganlage vorhanden.

## Sonstiges
Das Logo der Schule ist eine Eule, die im östlichen Treppenhaus der Schule auch als Glasmalerei dargestellt wird.
Im November 2007 hat der damalige NRW-Verkehrsminister Oliver Wittke als Schirmherr der ADAC-Aktion Kinder besser sehen alle Erstklässler der Schule mit reflektierenden Warnwesten ausgestattet.
Seit dem Schuljahr 2008/2009 nimmt die Schule an dem Projekt Jedem Kind ein Instrument (JeKi) teil. Gefördert durch die Kulturstiftung des Bundes und das Land Nordrhein-Westfalen soll allen Kindern der Schule ermöglicht werden, das Spielen eines Instruments zu erlernen.